# Łozy (przystanek kolejowy)
Łozy – zamknięty w 1991 roku przystanek osobowy w Łozach na linii kolejowej nr 283 Jelenia Góra – Żagań, w województwie lubuskim.